# Кашина Котина (Комо)
Кашина Котина је насеље у Италији у округу Комо, региону Ломбардија.
Према процени из 2011. у насељу је живело 155 становника. Насеље се налази на надморској висини од 268 м.